# Nyíregyházi FRK
Nyíregyházi FRK – węgierski męski klub siatkarski z siedzibą w mieście Nyíregyháza.

## Historia
Chronologia nazw
- 1951: Nyíregyházi Építők
- 1953: Nyíregyházi Petőfi
- 1955: Nyíregyházi Építők
- 1961: Nyíregyházi Spartacus
- 1982: Nyíregyházi VSSC
- 1990: Nyíregyházi VSC
- 1991: Nyíregyházi VSC - BIM Trade
- 1992: Nyíregyházi VSC
- 1996: Nyíregyházi VSC - Szabolcs Gabona
- 2001: Szabolcs Gabona-Nyíregyházi VRC
- 2002: Nyíregyházi VRC
- 2008: Szőnyegszalon - Nyíregyházi Férfi Röplabda Klub (FRK)
- 2009: Nyíregyházi FRK
- 2011: Sollight - Nyíregyházi FRK

## Sukcesy
- Mistrzostwa Węgier:
  -  1. miejsce (1x): 1998
  -  2. miejsce (2x): 1990, 2000
  -  3. miejsce (2x): 1989, 1992
- Puchar Węgier:
  -  1. miejsce (1x): 1991
  -  2. miejsce (2x): 1988, 1989